# 高山トンガ
高山 トンガ（たかやま とんが、1967年3月9日 - ）は日本の俳優。本名：高山 謙二（たかやま けんじ）。栃木県出身、身長181cm、体重118kg。フリー（登録複数あり）。

## 人物
趣味はウェイトトレーニング、ダンス、南国旅行、プロレス観戦。
食べ物の好き嫌いがあまりなく何でも良く食べる。大の甘党。嫌いな食べ物は茄子、梅干、紅しょうが。
容姿がプロレスラーの橋本真也に似ていることから、再現VTRなどで橋本役を演じることが多い（橋本本人とは『あゝ!一軒家プロレス』で共演し、スタンドインも務めている）、撮影中に過度の疲労で凝り固まっていた橋本の巨体を細身のマネージャーがほぐしていたのを気遣い、代わりに力のある高山がマッサージしたりし橋本に感謝されたというエピソードもある。本人自身も橋本真也のファンであったため、橋本が急遽した時「自分が二代目・破壊王として頑張っていきたい」とコメントをのべている。
超人ハルクやゴリラのような大男で気は優しくて力持ちな人物である。
最近では聴覚障害者のプロレス団体「HERO」のリングに「橋本真他」のリングネームで上がっている。

## 出演

### 映画
- あゝ!一軒家プロレス（2003年） - 覆面レスラー・とんび1号 役、橋本真也のスタンドイン
- プッシーキャット大作戦（2003年） - 喋れない使用人・樫塚 役
- HERO?天使に逢えば…（2003年） - 組長のボディガード 役
- 真夜中の弥次さん喜多さん（2004年） - マッチョ軍団 役
- THE 有頂天ホテル（2005年） - ロビーを歩くプロレスラー 役
- 魁!!男塾（2008年） - 椿山清美 役
- 新宿インシデント（2008年） - 銭湯のヤクザ 役
- 20世紀少年第2章 最後の希望（2008年） - PVの中の相撲取り 役
- 兎-野性の闘牌-（2013年） - 代打ちE 役

他

### オリジナルビデオ
- 不退（2005年） - 刺客 役
- ジギリ（2005年） - ヤクザ 役
- 茨城ヤンキー少女 最強伝説（2007年） - 体育教師・新山 役
- 燃えよ!カンフーガール（2008年） - 怪物格闘家“サダム・カレリン” 役
- 新初体験物語 完熟チェリーボーイ（2009年） - ボディガード“李小龍” 役
- 極道 龍二（2011年） - 永友組若衆 役

他

### テレビ
- 弁護士のくず 第2話・第10話（2006年、TBS） - 暴力団 役
- 水戸黄門（TBS）
  - 第36部 第12話（2006年） - 松江藩抱え力士・黒龍山吉右衛門 役
  - 第37部 第14話（2007年） - 大蛇の繁三の子分・相撲 松 役
- アンナさんのおまめ 第1話・第2話・第6話（2006年、テレビ朝日） - マッスルファイター 役
- 再婚一直線! 第26話（2008年、TBS） - 巨漢の客 役
- 女神のイタズラ 第18話 - 第24話（2011年、BeeTV） - スピリチュアルコメンテーター・亜里紗マーベラス 役
- クローバー 最終話（2012年、テレビ東京） - 謎の黒い軍団・リーダー 役
- 好好!キョンシーガール〜東京電視台戦記〜 第2話（2012年、テレビ東京） - レア・キョンシー 役
- 孤独のグルメ season3 第11話（2013年、テレビ東京） - トラック運転手客 役

他

### CM
- ウィダーinゼリー
- JINRO
- オータムジャンボ宝くじ
- 年末ジャンボ宝くじ
- スポーツオーソリティ
- 教えてgoo
- NTTドコモ
- NTTドコモ関西
- 日清食品「太麺堂々」
- スシロー「カニ祭り」
- パチンコABC
- D'STATION

他

### 舞台
- 毛皮のマリー（2009年、演出・主演：美輪明宏/脚本：寺山修司） - 亡霊 役